# 張學潤
張學潤（英語：Nelson Cheung Hok Yun，1963年6月5日—2023年5月18日），暱稱「Nel Nel」，香港形象指導及服裝造型設計師，曾经为陳慧嫻、郭富城、陈小春等担任形象顾问。其父親為香港足球运动员張子岱。張學潤於2015年加盟新經理人公司月姬娛樂文化有限公司。

## 生平
張學潤原籍上海市浦東鎮，1963年出生於足球世家，祖父張金海、父親張子岱、大伯張子文及四叔張子慧均為香港足球運動員，有兩名胞妹（其中一名生於1964年）。張學潤小時候參加過香港兒童合唱團，畢業於聖若瑟小學。他在中華基督教會公理書院就讀至中三後轉讀嶺南中學。在校時以音樂科的成績最好，他每年參加的課外活動只有合唱團。在1980年於嶺南中學中五畢業後隨母親移民加拿大，並入讀 Vancouver Vocational Institute（即現時的 Vancouver Community College）時裝設計系。當時他委託朋友替他索取香港中學會考的成績單，結果考獲英文科A級及中文科B級佳績。他及後在1988年回到香港參加「亞洲太平洋歌唱大賽」，並與唱片騎師李志剛入圍最後八強。翌年回港放暑假期間認識了名模劉娟娟時，因獲得對方邀請擔任「亞洲小姐競選」的形象設計。於是展開其形象設計的事業。

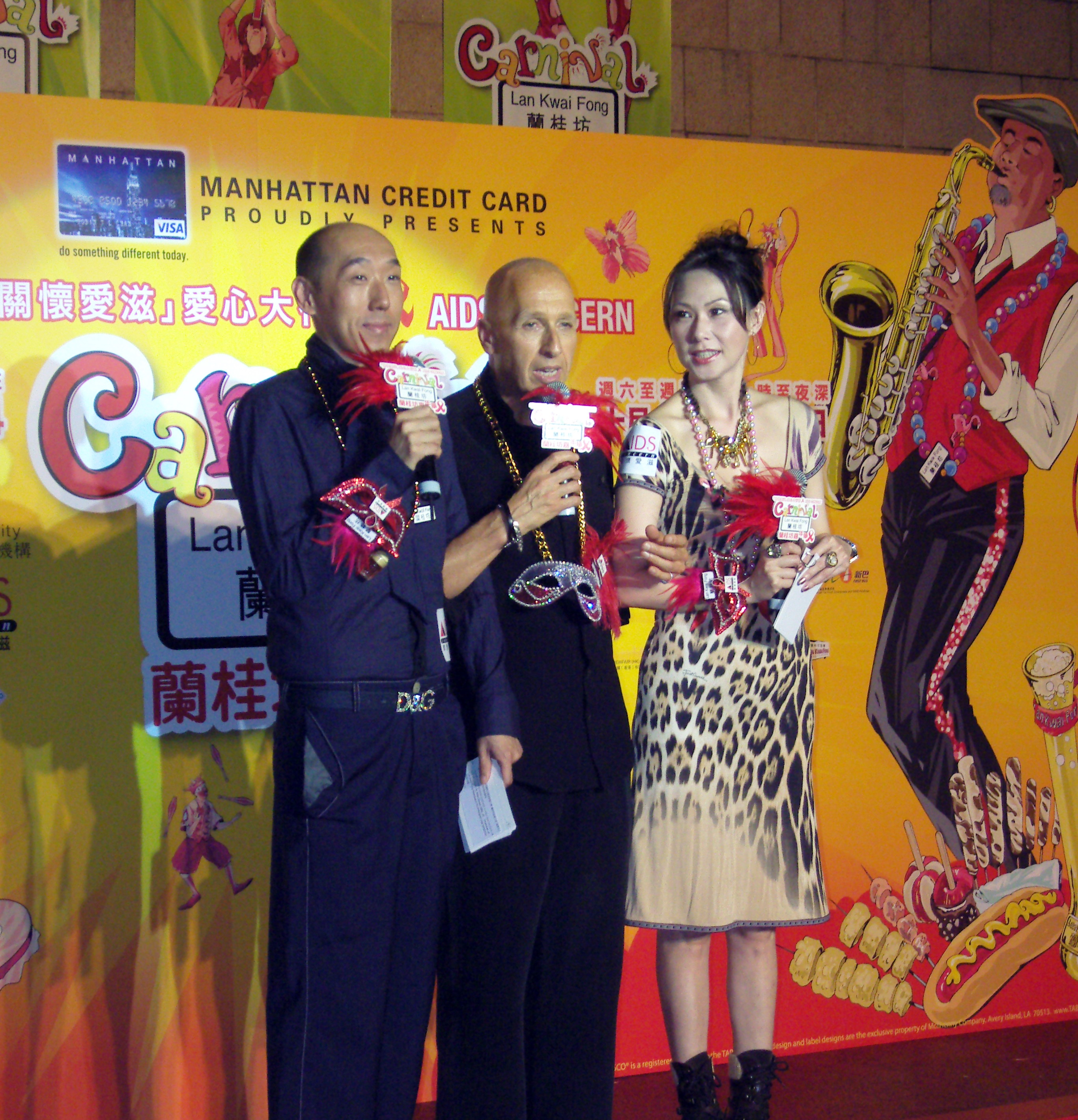
張學潤於2007年10月主持在香港中環蘭桂坊舉行的「2007年蘭桂坊嘉年華」活動，左一為張學潤，中間為盛智文。

張學潤曾為一些香港藝人擔任演唱會形象總監，例如湯寶如及關淑怡（「The Best Of Shirley Kwan 25 Live 關淑怡演唱會」）。 1997年，張學潤與肥媽打麻雀時受邀擔任有線電視娛樂台節目《肥媽 Phone Show》主持，開始從事幕前主持工作。此外，他由2016年12月起至2019年為報章《am730》撰寫專欄《潤你》。2021年由於新冠疫情影響以致收入大減，他夥拍路芙到市集擺檔，轉當售貨員推銷消毒用品。2021年至2023年也參與直播帶貨活動。
2023年5月18日，張學潤於深圳住所內離世，終年59歲，由其深圳公司同事發現其燒炭自殺。張學潤其他好友包括肥媽、羅霖、關寶慧及陸詩韻證實其死訊。其中羅霖指5月17日晚上她仍跟張學潤及其深圳公司同事一起晚膳，詎料翌日傍晚即傳來噩耗。5月20日，羅霖接受傳媒訪問時，代張學潤家屬對外澄清張並無財困，而是因患上抑鬱症而自殺。其後羅霖再發出聲明，指張的家屬和公司團隊已全權委託羅霖處理並監管捐款事宜。

## 幕前演出

### 電影
- 1990年：勇闖天下
- 1991年：四大家族之龍虎兄弟
- 1993年：香港奇案之強姦
- 1993年：午夜驚心
- 1993年：愛在黑社會的日子
- 1994年：等愛的女人 飾 Nelson
- 1994年：晚9朝5 飾 Nelson
- 1994年：運財童子
- 1994年：三個相愛的少年
- 1994年：金枝玉葉
- 1995年：救世神棍 飾 鮑華經理人
- 1995年：鬼巴士
- 1995年：現代蠱惑仔
- 1995年：玻璃鎗的愛 飾 神父
- 1995年：四級殺人狂
- 1996年：金枝玉葉2
- 1996年：正牌香蕉俱樂部
- 1996年：國產雪蛤威龍
- 1996年：假男假女
- 1997年：最佳拍檔之醉街拍檔
- 1997年：97家有囍事 飾 阿基
- 1997年：老鼠龍之猛龍過港
- 1998年：9413 飾 酒保
- 1998年：非常警察
- 1999年：反骨仔
- 1999年：愛情夢幻號
- 2000年：旺角的天空3終極邊緣 飾 貴
- 2000年：愛情敏感地帶
- 2000年：真味小和尚
- 2000年：獸性新人類
- 2001年：地久天長
- 2001年：陰陽愛
- 2002年：絕密檔案之迷失世界
- 2002年：乾柴烈火 飾 Nel Nel
- 2002年：九個女仔一隻鬼 飾 張校董
- 2002年：心跳
- 2003年：非典人生 飾 非典帶菌者
- 2003年：少年刀手
- 2003年：我的麻煩老友
- 2003年：百分百感覺2003
- 2003年：奇逢敵手
- 2004年：性感都市 飾 Nel
- 2004年：天作之盒 飾 古董店夫婦
- 2004年：男上女下
- 2004年：驚心動魄 飾 醫生
- 2004年：墨斗先生
- 2004年：新紮師姐3：百分百型警
- 2009年：愛情故事
- 2011年：笑詠春
- 2011年：喜愛夜蒲 飾 蒲友
- 2012年：我老婆唔夠秤II：我老公唔生性 飾 董怡經理人
- 2012年：喜愛夜蒲2
- 2014年：誰說我們不會愛
- 2017年：西謊極落之太爆太子太空艙

### 電視劇（無綫電視）
- 2017年：《溏心風暴3》飾 Frances Taylor（無綫電視，此劇為無綫的劇集遺作）

### 電視劇（亞洲電視）
- 2000年：快活谷

### 節目主持
- 1997年：《肥媽Phone Show》（有線電視）
- 2012年：《怪談·靈搜奇》（有線電視）[22]
- 2017年：《娛樂巴巴閉》（奇妙電視）
- 2018年：《我老友係明星》（奇妙電視）

### 節目嘉賓
- 2019年：《兄弟幫》（無綫電視）

### 舞台劇
- 2015年：《齋噏冇秘笈‧我們的集體回憶‧香港組曲2015》
- 2016年：《我和春天有個約會》 飾 白浪

## 廣告
- 2021年：Acestar 超鹼性離子水

## 外部連結
- 張學潤的Facebook專頁
- 張學潤的Instagram帳戶
- 香港電影資料庫 張學潤 （页面存档备份，存于）
- 〈張學潤，造型師就是好的廚師〉，現代傳播《週末畫報》，2013年8月31日 （页面存档备份，存于）